# Acolastus lugubris
Acolastus lugubris es un coleóptero de la familia Chrysomelidae.
Fue descrita científicamente por primera vez en 1973 por Berti & Rapilly.